# 憎いあンちくしょう
『憎いあンちくしょう』は1962年公開の日本映画。蔵原惟繕監督、石原裕次郎、浅丘ルリ子主演。
蔵原惟繕監督の浅丘ルリ子による典子三部作の第1作目に当たる（他は『何か面白いことないか』(1963年）、『夜明けのうた』（1965年））。
マスコミの寵児である主人公とそれを追うマネージャー兼恋人がジープとジャガーで東京から一般道で日本列島を縦断、阿蘇に辿り着くまでを描く。山田信夫のオリジナル・シナリオによる青春映画であり、日本初のロードムービーともいわれる。

## スタッフ
- 企画：水の江瀧子
- 監督：蔵原惟繕
- 脚本：山田信夫
- 撮影：間宮義雄 、岩佐一泉
- 音楽：黛敏郎
- 美術：千葉和彦
- 録音：橋本文雄
- 編集：鈴木晄
- 照明：藤林甲
- スチール：井本俊康
- 主題歌：憎いあンちくしょう
  - 歌唱：石原裕次郎
  - 作詞：藤田繁夫（藤田敏八）
  - 作曲：六条隆（黛敏郎）

## キャスト
- 北大作 ：石原裕次郎
- 榊田典子 ：浅丘ルリ子
- 井川美子 ：芦川いづみ
- 一郎ちゃん ：長門裕之
- 尾崎宏  ：川地民夫
- 小坂敏夫  ：小池朝雄
- ラジオ局のディレクター ：草薙幸二郎
- 奥山 ：佐野浅夫
- 大衆食堂の客 ：高品格
- ドライブ・インの親父 ：山田禅二
- 関東テレビ部課長Ａ ：雪丘恵介
- 関東テレビ部課長Ｂ ：小泉郁之助
- 演出助手 ：市村博
- 吉岡 ：森塚敏
- 旅館の女中 ：福田トヨ
- マンションのマスコミ ：花村典昌(彰則)
- 定期便の運ちゃん ：青木富夫
- 阪井幸一朗
- 定期便の運ちゃん  ：澄川透
- 演出助手 ：亀山靖博
- ガソリン・スタンドの少年 ：木下雅弘
- 黒田剛
- 尾道ガソリン・スタンド係員 ：英原穣二
- 定期便の運ちゃん ：柴田新三
- マンションのマスコミ ：榎木兵衛
- 定期便の運ちゃん ：久遠利三
- 経理部の女 ：葵真木子
- 近所のかみさん ：鈴村益代、高山千草
- 北のファン ：雨宮美智子、小幡真樹子
- cmのアナウンサー ：武内悦子
- 演出助手 ：緒方葉子
- ブルジョワ娘 ：水森久美子、斎藤久美子
- 定期便の運ちゃん ：石丘伸吾
- 山口吉弘
- 関東テレビスタッフ ：川倉泰彦(矢藤昌宏)
- 久松成次郎
- 本人役：黛敏郎(特別出演)
- 〃：菅原通済(〃)
- 以下ノンクレジット
- ラジオスタッフ ：立川博
- 車ですれ違う女 ：森みどり
- 車ですれ違う男 ：新村猛
- マンションのマスコミ ：小柴隆(小柴尋詩)、大川隆
- 関東テレビスタッフ ：玉井謙介、澄川透
- 関東テレビカメラマン ：高島史旭(竜崎勝)、井田武(いだたけ志)
- テレビ局内の女 ：清水千代子
- テレビ局のテーブルに座っている女・公営アパートの住人 ：進千賀子
- テレビ局のテーブルに座っている女 ：渡辺節子
- テレビ局内の男・ほてい屋の客 ：河合英二郎
- 羽田空港のカメラマン ：守屋徹
- 公営アパートの住人 ：加納敬子、茂手木かすみ
- 公営アパートの住人・ほてい屋の店員 ：大谷木洋子
- 関東テレビメイク係 ：朝香奈緒美
- 関東テレビ部課長 ：緑川宏
- 近所のかみさん ：深町真喜子(深町真喜子)
- ほてい屋の客 ：澄田浩介、上原一二(上原一二三)、堀崎二郎、島本輝男、市原久照(市原久)
- ほてい屋の主人 ：千代田弘
- ほてい屋の店員 ：田中滋、宮沢尚子
- ほてい屋の店員・博多祭の見物客 ：川口道江
- 定期便の運ちゃん ：晴海勇三
- 関東テレビ部課長：河野弘(？)
- 未出演
- 禿頭の男 ：天草四郎
- 野球場のアナ：神山勝
- 深夜食堂の主人 ：木島一郎
- 医者 ：河上信夫(河上喜史朗)